# Claire Bertschinger
Claire Bertschinger (Bishop's Stortford, 1953) es una enfermera anglo-suiza y defensora de las personas que sufren en los países en vías de desarrollo. Su trabajo en Etiopía en 1984 inspiró los festivales benéficos Band Aid y posteriormente Live Aid, el mayor programa de ayuda jamás organizado. Bertschinger recibió la Medalla Florence Nightingale en 1991 por su labor en el campo de la enfermería, y fue nombrada Dama comendadora por la reina Isabel II en 2010 por sus "servicios a la enfermería y a la ayuda humanitaria internacional".

## Biografía
Hija de madre británica y padre suizo, Bertschinger se crio en Sheering, cerca de Bishop's Stortford en el condado de Essex. Era disléxica, y apenas sabía leer y escribir hasta que cumplió los 14 años. Cuando sus padres compraron un televisor en los años 60, una de las primeras películas que vio fue La posada de la sexta felicidad, protagonizada por Ingrid Bergman en el papel de Gladys Aylward, una misionera británica en China en los años 30 que se ve atrapada en la invasión japonesa. Bertschinger pensó: "Yo podría hacer eso. Eso es lo que quiero hacer". Se graduó en la Universidad Brunel con un máster en Antropología Médica en 1997.
Bertschinger es budista y practica el budismo nichiren. Se hizo miembro de la organización budista mundial Soka Gakkai International en 1994. Su libro autobiográfico, Moving Mountains, se publicó en 2005. El libro describe sus experiencias globales y su motivación espiritual que la llevó al budismo. Parte de los derechos de autor del libro se destinan a The African Children's Educational Trust, una organización benéfica británica.

### Trayectoria
Tras formarse y trabajar como enfermera en el Reino Unido, Bertschinger se convirtió en médico en la Operación Drake, una expedición con el Coronel John Blashford-Snell y la Sociedad de Exploración Científica en Panamá, Papúa Nueva Guinea y Sulawesi. Tras esta experiencia, se incorporó al grupo de ayuda de emergencia en caso de catástrofe del Comité Internacional de la Cruz Roja (CICR), al que se le permitió acudir a lugares en guerra gracias a su doble nacionalidad. Gracias a ello, ha trabajado en más de una docena de zonas de conflicto, como Afganistán, Kenia, Líbano, Sudán, Sierra Leona, Costa de Marfil y Liberia. También ha trabajado en la sede del CICR en Ginebra, Suiza, como oficial de formación en la División de Salud.
Bertschinger es embajadora y fideicomisaria de The African Children's Educational Trust, patrona de Promise Nepal y voluntaria de la organización benéfica Age UK. En 2010, la reina Isabel II le concedió el título de Dama comendadora de la Orden del Imperio Británico en la Lista de Honores de Año Nuevo, por sus servicios a la enfermería y a la ayuda humanitaria internacional. En 2012, Bertschinger fue nombrada subteniente de Hertfordshire. Desde 2016, es directora del curso de Diploma en Enfermería Tropical de la Escuela de Higiene y Medicina Tropical de Londres.

### Etiopía
En 1984, Bertschinger trabajaba como enfermera de campo del CICR en Mekele, la capital de la provincia de Tigray, en Etiopía, durante la hambruna de 1984. Dirigía un centro de alimentación que sólo podía aceptar entre 60 y 70 nuevos niños en un momento en que miles más necesitaban alimentos. Como joven enfermera, tuvo que decidir quiénes recibirían alimentos y quiénes no. Aquellos a los que no podía ayudar tenían pocas esperanzas de sobrevivir, y al ser entrevistada sobre el dolor de tener que tomar decisiones tan críticas, dijo: "Me sentía como un comandante nazi, decidiendo quién viviría y quién moriría. Jugar a ser Dios me rompió el corazón".
Cuando apareció un equipo de BBC News con el reportero Michael Buerk, Bertschinger contó gustosamente su historia para poner de relieve los problemas. Aunque Buerk pensó que Bertschinger era una heroína y editó su reportaje para destacarlo, Bertschinger dijo que su primera impresión de Buerk fue la de un imbécil arrogante que hacía preguntas irrelevantes. El reportaje inicial de Buerk sobre el trabajo de Bertschinger, emitido el 23 de octubre de 1984, inspiró a Bob Geldof, que estaba mirando, a lanzar Band Aid. A éste le siguió Live Aid en 1985, el mayor programa de ayuda jamás montado, que recaudó más de 150 millones de libras esterlinas y salvó aproximadamente 2 millones de vidas en África.
En 2004, Bertschinger volvió a Etiopía con Buerk para evaluar la situación 20 años después y realizar el programa Ethiopia: A Journey with Michael Buerk. Tras esa visita, Bertschinger afirmó que "la educación es la clave del futuro para los entornos con pocos recursos. Abre puertas y mejora radicalmente la salud de las personas, sobre todo de las mujeres".

## Reconocimientos
- 1986: Medalla Bish de la Sociedad de Exploración Científica.
- 1991: Medalla Florence Nightingale del Comité Internacional de la Cruz Roja.
- 2005: Premio a la Mujer del Año, de la Ventana al Mundo.[16]
- 2007: Premio de Derechos Humanos y Enfermería 2007, del Centro Internacional de Ética Enfermera (ICNE), en la Facultad de Ciencias Médicas y de la Salud de la Universidad de Surrey.[17]
- 2008: Título honorífico de Doctora en Ciencias Sociales, Universidad Brunel.[18]
- 2010: Votada como una de las 20 personas más influyentes en el campo de la enfermería por Masters in Nursing Online.[19]
- 2010: Dama comendadora de la Orden del Imperio Británico (DBE) en los honores del Año Nuevo 2010.[10]
- 2010: Título honorífico de Doctora en Educación, Universidad Robert Gordon.[20]
- 2010: Título honorífico de Doctora en Ciencias de la Salud, Universidad Anglia Ruskin.[21]
- 2011: Título honorífico de Doctora de la Universidad de Staffordshire.[22]
- 2011: Título honorífico de Doctora en Ciencias, Universidad de Montfort.[23]
- 2012: Elegida como una de las Cinco mujeres formidables que dieron forma a la Cruz Roja por la Cruz Roja Británica.[24]
- 2012: Elegida una de las 10 enfermeras más influyentes de todos los tiempos por la revista Scrubs.[25]
- 2012: Subteniente de Hertfordshire.[11]